# 克里斯·萊特
克里斯·萊特（英語：Chris Wright，1988年5月7日—）是澳大利亞的一位游泳運動員，主要擅長蝶泳和自由泳。他代表澳大利亞參加了2012年奧運會。他的妻子梅拉妮·施倫格也是一位游泳運動員。

## 外部連結
- 克里斯·萊特的X（前Twitter）